# Carex microstachya
Carex microstachya là một loài thực vật có hoa trong họ Cói. Loài này được Ehrh. mô tả khoa học đầu tiên năm 1784.